# Boża Wola (powiat radomski)
Boża Wola – wieś w Polsce, położona w województwie mazowieckim, w powiecie radomskim, w gminie Jedlińsk. Ma status sołectwa.
Wierni Kościoła rzymskokatolickiego należą do parafii Wniebowzięcia Najświętszej Maryi Panny w Goryniu.

## Części wsi
| SIMC    | Nazwa      | Rodzaj     |
| ------- | ---------- | ---------- |
| 0624634 | Janki      | część wsi  |
| 0624640 | Sowie Góry | przysiółek |

## Polityka i administracja

### Przynależność administracyjna
W latach 1933–1954 kolonia Boża Wola należała do jednostki pomocniczej gmin – gromady Boża Wola (przynależne do niej były również: kolonia Anusin, kolonia Janki i kolonia Wola Goryńska D.) w gminie Jedlińsk, a w latach 1954-1959 wchodziła w skład nowo utworzonej gromady Bierwce. 1 stycznia 1973 miejscowość przyłączono do reaktywowanej gminy Jedlińsk (początkowo w granicach województwa kieleckiego, w latach 1975–1998 w województwie radomskim, zaś od 1999 w powiecie radomskim województwa mazowieckiego).

### Okręgi wyborcze
Mieszkańcy Bożej Woli wybierają radnych do sejmiku województwa w okręgu nr 4, z kolei posłów na Sejm – z okręgu wyborczego nr 17. W gminie Jedlińsk miejscowość przynależy do obwodu głosowania nr 7 z siedzibą w Zespole Szkół Publicznych w Wierzchowinach.